# Lucerito (álbum de Lucero)
Lucerito es el nombre del quinto álbum de estudio de la actriz y cantante mexicana de música pop Lucero. Fue lanzado al mercado en abril de 1988 por la compañía Discos y Cintas Melody. La producción  y dirección estuvo a cargo del equipo con el que estuvo trabajando en sus dos álbumes anteriores, comandados por Jaime Sánchez Rosaldo.
Este material discográfico también es conocido como Ocho quince por ser la primera canción del álbum.

## Antecedentes
Una vez terminado el contrato realizado para discos Musart, y debido al éxito obtenido por sus películas y los últimos materiales discográficos tanto en México como en Sudamérica; la empresa Televisa le ofrece un contrato de grabación y exclusividad a través de su filial Discos y Cintas Melody (después Fonovisa); en el cual se estipulaba una mayor promoción como cantante tanto en México como en Estados Unidos.
Antes de comenzar a grabar su primer material discográfico con esta disquera; Lucero entra a los sets de filmación para rodar su siguiente película: Quisiera ser hombre junto con el galán de moda para esa época Guillermo Capetillo; película que se estrenó hasta inicios de 1989.

## Promoción
Para iniciar el lanzamiento del álbum; se selecciona la canción Millones mejor que tú; al cual se realiza un vídeo en donde la cantante aparece con una figura mucho más estilizada y en tacones; dejando atrás la figura de niña con la que contaba.   El tema es un éxito que asegura las ventas del disco.
Como segundo sencillo se selecciona la canción Vete con ella (Chapell of love); cover de una canción de los 60's de Mayté Gaos; pero con arreglos bailables y ochenteros convirtiéndose en un éxito de inmediato en radio por toda América Latina.   Para su promoción; se realiza un vídeo donde aparece la cantante en un altar y terminando la boda por una infedilidad de parte de la pareja.  La canción consolida la carrera musical de Lucero; convirtiéndola en un referente para la época de los años 80.
Otras canciones que sonaron en la radio fueron Tu amiga fiel, Telefonómana, Ocho quince y No me hablen de él.

### Sencillos
- "Millones Mejor que Tú"
- "Vete con ella"
- "Tu amiga fiel"
- "Telefonómana"
- "No me hablen de él"

## Lista de canciones
| Lucerito 1988 |                                       |                                               |          |  |
| N.º           | Título                                | Escritor(es)                                  | Duración |  |
| 1.            | «Ocho quince»                         | Joan Sebastian                                | 3:08     |  |
| 2.            | «Millones mejor que tú»               | Lara y Monarrez                               | 3:10     |  |
| 3.            | «Cenicienta se acabó»                 | Sue y Javier                                  | 3:02     |  |
| 4.            | «No puedo estar sin ti»               | Manuel Eduardo Castro                         | 3:01     |  |
| 5.            | «Tu amiga fiel» (You've got a friend) | Carole King, Adapt.:Sue                       | 4:54     |  |
| 6.            | «Vete con ella» (Chapell of love)     | Jeff Barry, Ellie Greenwich, Phil Spector     | 3:42     |  |
| 7.            | «Marioneta»                           | Sue y Javier                                  | 3:18     |  |
| 8.            | «Y todas las tardes»                  | Jorge Massias                                 | 3:23     |  |
| 9.            | «Telefonómana»                        | Carlos Vargas, Luigi Lazareno, J.Antonio Sosa | 3:13     |  |
| 10.           | «No me hablen de él»                  | Sue y Javier                                  | 3:30     |  |
| 34:26         |                                       |                                               |          |  |

| Escápate conmigo (Temas originales de la película) (1988) |                      |                   |          |  |
| N.º                                                       | Título               | Escritor(es)      | Duración |  |
| 1.                                                        | «Un mundo mejor»     | Armando Manzanero | 2:25     |  |
| 2.                                                        | «Refresco para dos»  | Sue y Javier      | 2:37     |  |
| 3.                                                        | «Buen día»           | Sue y Javier      | 3:14     |  |
| 4.                                                        | «Sueños»             | Armando Manzanero | 3:26     |  |
| 5.                                                        | «Corazón aventurero» | Sue y Javier      | 2:36     |  |
| 14:21                                                     |                      |                   |          |  |

## Créditos de realización
- Arreglos: Luigi Lazareno, Javier Alurralde, David Bojorgez, J.S. Rosaldo
- Producción: Jaime Sáncehz Rosaldo y Luigi Lazareno
- Estudios de grabación: 
  - Bases, doblajes y coros: Polygram, México DF.
  - Voz y doblajes adiocionales: American Recorders; Hollywood, CA.
  - Mezcla final: Smoke tree, CA.
  - Mastering y corte: K-Diac; Hollywood, CA.
- Músicos: Luigi Lazareno, David Bojorgez, Álvaro López, Danny López.
- Teclados: Luigi Lazareno
- Metales: Carlos García
- Percusiones: Beto Domínguez
- Guitarras: Danny López y Cuhautémoc Huerta
- Sax: Joel Peskin
- Coros: Alfredo, Beto, Odila, Ofelia, Alejandra, Mariana, Valeria, Jaime y Lucerito
- Diseño Gráfico: Ignacio Alcántara; Fernando Vieyra
- Fotografía: Sebastián Saldivar
- Maquillaje: Ana Silvia Ortega